# Paul Zeiger
Paul Zeiger, né à Lyon le 8 septembre 1881 et mort à Paris 16e le 18 février 1959, est un footballeur international français actif dans les années 1900 et jouant au poste de milieu de terrain.

## Carrière
Paul Zeiger évolue dans le club de l'US Parisienne de 1906 à 1907.
Il est aussi appelé en équipe de France de football où il totalise une cape. Il participe à la victoire de la France en Belgique 2-1 le 21 avril 1907. Son coéquipier de club l'attaquant Marius Royet dispute également cette rencontre internationale et inscrit le but de l'égalisation à 1-1 pour la France.
Surnommé « la Grenouille ambulante », Zeiger avait la fâcheuse habitude d’arriver en retard à ses matches.
Pendant la Première Guerre mondiale, Zeiger est incorporé au 406e régiment d'infanterie. Il s’est battu deux fois dans la Somme, deux fois à Verdun et a été blessé trois fois en tout dont la dernière, grièvement au bras droit, nécessitant une ligature de l’humérale. Pour son œuvre et sa bravoure, il a été cité trois fois à l’Ordre.